# Výtah v Bad Schandau

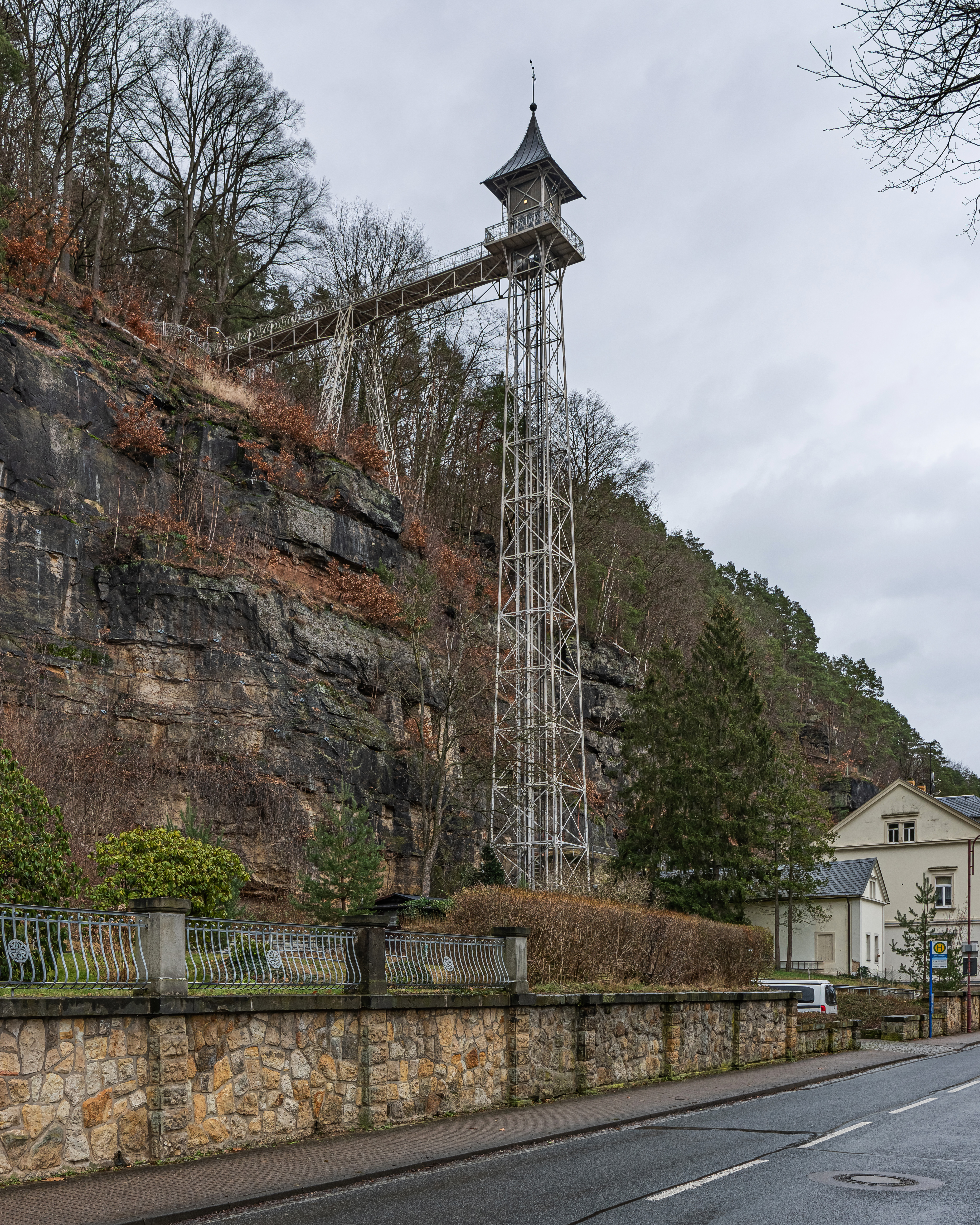
Výtah odspodu

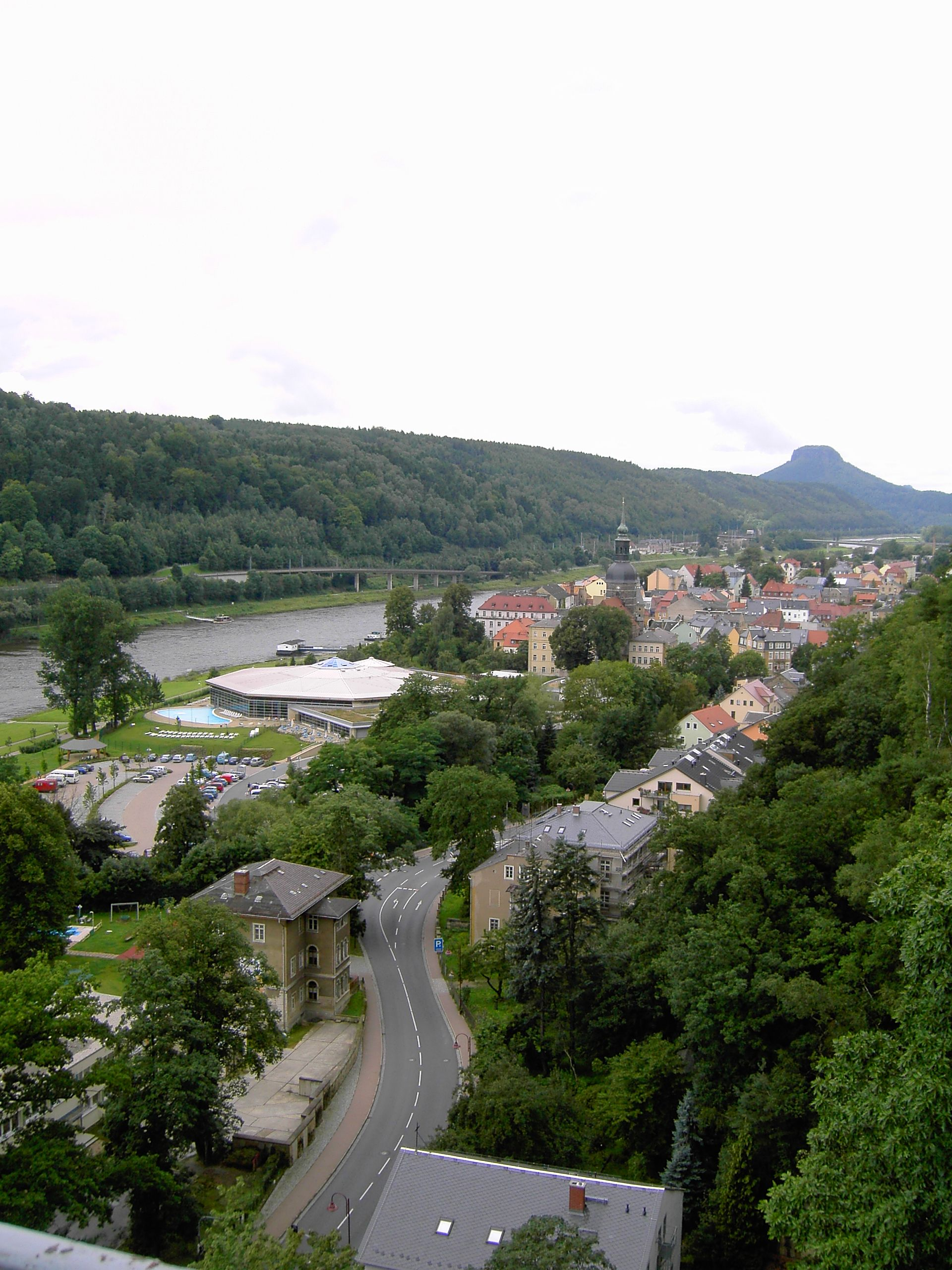
Výhled na Bad Schandau z plošiny výtahu – v pozadí stolová hora Lilienstein

Výtah v Bad Schandau zřízený roku 1904 spojuje centrum Bad Schandau s místní částí Ostrau. Jeho stavbu inicioval a financoval místní hoteliér Rudolf Sendig.

## Historie
Výtah se pohybuje v 52,26 metru vysoké secesní ocelové příhradové konstrukci čtvercového průřezu. Základna má stranu o velikosti 2,3 metru, u horní stanice je šířka konstrukce již jen 1,6 metru. Výtah překonává výškový rozdíl 47,76 metru. Pohon je od počátku elektrický. Zprvu byl výtah napájen v letním období proudem z místní tramvajové dráhy a v zimě nebo v případě poruchy z akumulátorů. Během první světové války byl provoz zastaven. V roce 1921 byl pohon přestavěn na třífázový proud, zároveň byl předělán způsob přenosu ovládacích signálů z kontaktních lišt na zavěšený kabel. Nouzové napájení z baterie tím odpadlo, pro případ výpadku proudu zbyl pouze ruční pohon. V roce 1950 dostal výtah nový pohon, který byl získán z ruin Drážďan. V roce 1961 přibyla dvě odlehčovací lana a v roce 1978 nové řídící řízení. V letech 1989–1990 prošel výtah celkovou rekonstrukcí – výtah dostal novou, bohatě prosklenou kabinu.
Celé zařízení je od roku 1954 chráněnou technickou památkou.